# Замошье (Хиславичский район)
Замошье — деревня в Хиславичском районе Смоленской области России. Входит в состав Кожуховичского сельского поселения. Население — 3 жителя (2007 год). 
Расположена в юго-западной части области в 7 км к юго-западу от Хиславичей, в 41 км западнее автодороги А141 Орёл — Витебск, на берегу реки Лыза. В 41 км восточнее деревни расположена железнодорожная станция Стодолище на линии Смоленск — Рославль. 

## История
В годы Великой Отечественной войны деревня была оккупирована гитлеровскими войсками в июле 1941 года, освобождена в сентябре 1943 года.
По данным справочников 1981, 1993 годов деревня Кожуховичского сельсовета Хиславичского района.